# Malta (película)
Malta es una película dramática colombiana. Fue estrenada en 2024, y gestada, según su directora y guionista, Natalia Santa, en 2017.Protagonizada por Estefanía Piñeres, la película cuenta la historia de Mariana, una joven bogotana que trabaja en un call center, estudia alemán y aspira migrar a la isla de Malta. Esta película es una coproducción entre Argentina, Colombia y Noruega y es el segundo largometraje de su directora

## Estreno
Se estrenó el 11 de julio de 2024, en las salas colombianas, pero su estreno mundial fue en el SXSW Festival en Austin Texas, en enero del mismo año.

## Sinopsis
Mariana es una joven de clase media que vive en Bogotá junto a sus dos hermanos, su abuelo y su madre. Estudia alemán y en las noches trabaja en un call center. Carga con la herida del abandono de su padre y resiente a su madre. Pasa los días entre fiestas, amantes y peleas familiares esperando concretar su viaje a Malta, cuando conoce a Gabriel, un compañero de clase que la enfrenta con sus decisiones y sus sentimientos.